# Seattle törzsfőnök
Seattle (vagy Sealth, Seathl, néhol See-ahth) (kb. 1786 – 1866. június 7.) a suquamish  és duvamis indián törzseknek volt a főnöke, akik a mai Amerikai Egyesült Államok Washington államának területén éltek és élnek. Népei egyik legnagyobb tiszteletének örvendő tagja volt. Áttért a római katolikus vallásra, és megnyitotta az utat a fehér telepesek számára földjeiken keresztül, melyben szerepe volt David Swinson "Doc" Maynarddal kötött barátságának is. Maynard ötlete nyomán keresztelték el az 1850-es években a Csendes-óceán partjára tervezett és felépített új amerikai kikötővárost Seattle-nek.

## Élete
Valamikor 1786 körül születhetett a Washington állambeli Blake-szigeten. Apja, Schweabe a suquamish törzs főnöke, míg anyja, Scholitza a duvamis törzs egy tagja volt.
Már fiatalkorában kitűnt ügyességével, harcratermettségével, kiváló szónoki és vezetői képességeivel a más törzsekkel vívott csatákban, illetve az ellenük indított rajtaütésekben. A helyi őslakosokhoz képest a maga majdnem 180 centiméteres magasságával kitűnt a többiek közül, hangja a legendák szerint több mérföldre is elhallatszott.
Kétszer nősült, első felesége belehalt első lányának születésébe. A második feleségétől több fia és lánya is született, közülük a legismertebb Angéla hercegnő (Princess Angelina) volt, aki, mikor létrehozták a Port Madison indián rezervátumot, nem volt hajlandó elköltözni a mai Seattle területéről. 1896-os haláláig a város egyik legnagyobb tiszteletnek örvendő lakosa volt, halála után több utcát is elneveztek róla szerte a városban.
Seattle törzsfőnök az egyik fia elvesztése után ismerkedett meg a kereszténységgel, és valamikor 1848 tájékán tért át a római katolikus vallásra, gyermekeivel és feleségével együtt, miáltal a fehérek rövid idő alatt elfogadták az indiánok elsőszámú képviselőjének a tárgyalásaik során. 1866. június 7-én halt meg a Port Madison indián rezervátum területén.
Sírjának elülső oldalán a következő olvasható: „Seattle, a Suquampok és a vele szövetséges törzsek főnöke, meghalt 1866. június 7-én. A fehéreknek szilárdan barátja, akinek emlékére adták Seattle városának az Ő nevét annak alapítói.” a hátoldalán pedig: „Neve a keresztségben: Noah Sealth, élt nagyjából 80 évet”, noha a helyi regiszterekben Noe Siattle van feltünteve, mint az a név, melyet megkeresztelésekor kapott.

## Emlékezete
Személyisége és tettei nagyban megosztották kortársai véleményét róla, mind az indiánok, mind a fehérek között. Míg ő maga két törzs feje is volt, és az egyik legnagyobb tiszteletnek örvendett, addig más források, így a különböző Klallam törzsek vezetője, Phillip Howell szerint Seattle nem volt több az indiánok szemében, mint „egy vicc, egy gyáva, megalkuvó alak, egy áruló”, amiért belement az érdekegyeztető tárgyalásokba a fehérekkel, hosszú ideje indiánok lakta területeket is átengedve nekik.
A Suquamish törzsi tanács kulturális ügyekért felelős tagja, Peg Deam szerint "olyan helyzetbe került, ahol nehéz – nem egyszer fájdalmas – döntéseket kellett hoznia. Sokaknak szakadt meg a szíve, amiért szakítaniuk kellett addigi életmódjukkal ezek miatt. A telepesek belekényszerítették ezekbe az apró földdarabkákba az indiánokat, elszigetelve őket egymástól. De, mint törzsfőnök, már akkor előre láthatta ezt, Ezért úgy vélem, a helyes döntést hozta."
Murray Morgan Skid Road című írásában arról emlékszik meg, hogy a Puget Sound-környéki törzsfőnök inkább csupán "egy gazdag ember volt jó szónoki képességekkel, egy ember, akinek az álláspontja többet nyomott a latba, mint törzse bármely más tagjáé", mint örökletes vezető. Egyúttal azonban arra a kivételes esetre is rámutat, hogy bár Seattle, mint a legkiválóbb harcosok egyike tette le névjegyét, mégis elsősorban békeidei tevékenysége tette ismertté.

## "Seattle törzsfőnök válasza"
A beszéd szövegét lásd a Wikidézetben
A törzsfőnök 1854 januárjában tartott beszédét gyakran hívják Seattle törzsfőnök válaszának, mivel eredetileg egy felelet volt Isaac I. Stevens területi kormányzó egyik, a környék sorsát taglaló korábbi beszédére. Habár Seattle szövegét nem jegyezték le, szájhagyomány útján azonban fennmaradt, melyet így 33 évvel később, 1887-ben a Seattle Sunday Star riportere, Dr. Henry A. Smith írt le először újságja lapjain. Habár ahhoz kétség sem férhet, hogy valóban Seattle-től származik a szöveg, Smith pontossága már nem volt ennyire kétségbevonhatatlan, főleg, hogy több későbbi leírás is eltér az övétől.
Noha Smith valóban jelen volt a beszéd elhangzásakor, az azóta eltelt idő (33 év), és a nyelvi korlátok miatt (a beszéd lushootseed nyelven, Seattle anyanyelvén hangzott el, melyet előbb chinookra fordítottak, majd abból angolra) az újságban megjelent írás pontosságát sem cáfolni, sem megerősíteni nem lehetett már. (Habár kérdések merültek fel azzal kapcsolatban is, hogy egyáltalán chinook nyelvre hogyan fordították le abban az időben.)
Az amerikai nemzeti archívum alapján „bármiféle korabeli bizonyíték hiányában…kétségek merülnek fel Dr. Smith 1887-es, harminchárom évvel későbbi visszaemlékezésének pontosságát illetően. Ennélfogva lehetetlenség annak cáfolása vagy megerősítése, hogy mennyire valós ez az…üzenet”. A retorikai fordulatok zöme azonban egyértelműen Dr. Smith és nem Seattle sajátjai, mivel több kifejezés, szófordulat a Chinook nyelvben vagy nem létezik, vagy nehezen lenne kifejezhető. Ez a tény azt mutatja, hogy Smith inkább az indián vezető beszédének stílusát, mint tartalmát próbálta megfogni. Miközben a tartalmáról vita folyik a mai napig, a korabeli szemtanúk elmondása szerint a beszéd nagyjából fél órán át tartott, és Seattle egyik kezét az alacsony növésű Stevens kormányzó fején tartotta.
az 1960-as években William Arrowsmith a modern angol nyelvet használva újból leírta a szöveget. Ismertté válását mégis egy harmadik verzió hozta meg számára, mely az 1980-as években kezdett el terjedni, ez a Joseph Campbell és Bill Moyers által közölt verzió volt. A Ted Perry forgatókönyvíró által egy 1972-es, az ökológiát és a természetvédelmet központba állító filmhez (Home) készített átirata (azóta csak egy újabb készült) nagyon kevés hasonlóságot mutat a korábban publikáltakkal; Filmjében az indián vezetőt a természetvédelmi törekvések mintegy előfutáraként ábrázolta, az első ökológiai alapon gondolkodót, aki népe életébe a természet működésén keresztül adott bepillantást. Ez az alkotás nagyban hozzájárult ahhoz, hogy a modern környezetvédelmi mozgalmak példaképévé váljon. A beszéd harmadik változatának egy rövidített verziója is elterjedt.